# Peixe-faca-palhaço
Peixe-faca-palhaço (Chitala chitala) é um peixe do gênero Chitala descrito por Hamilton em 1822. A fêmea do peixe-faca-palhaço deposita os ovos em superfícies sólidas, em geral num pedaço de madeira. O macho defende os ovos de pequenos predadores. Além disso, areja os ovos abanando a cauda, o que também os limpa de sedimento. A barbatana anal está unida à barbatana caudal. Esta espécie não produz descargas elétricas.